# After Dark (banda)
After Dark estaba un famoso dúo sueco de drag queens con por Christer Lindarw y Lasse Flinckman. El grupo se fundó en 1976, a la vez que también abrieron, con Roger Jönsson, su propio club dentro de Estocolmo, llamado After Dark Club. Sus primeros éxitos llegaron un poco más tarde, en el año 1980. Desde ese momento han hecho numerosos "drag shows" y han sido parte importante de la cultura gay de Suecia. El dúo también ha tenido éxito internacional, actuando en Las Vegas.
La Dolce Vita es, por ahora, el momento culminante de su carrera fue su participación en el Melodifestivalen 2004, el evento cultural más importante de Suecia, además de ser la preselección sueca para el Festival de Eurovisión. Participaron con la canción "La Dolce Vita" y quedaron en tercera posición. El sencillo de la canción fue un éxito comercial en Suecia.